# Konferencija u Kanlidži 1862.
Konferencija u Kanlidži, međunarodna konferencija velikih sila u carigradskom predgrađu Kanlidži (Kanlıca) na Bosporu srpnja - 4. rujna 1862. godine.

## Povod
Bila je posvećena srpsko-turskim sukobima u Kneževini Srbiji, koju su potresali nemiri. Srbi su se dignuli i u građanskim nemirima napadali muslimane. Sazvana je zbog nemira u Beogradu. 15. lipnja 1862. godine izbili su neredi u Beogradu. Izbili su na Čukur česmi u Beogradu zbog banalne situacije, tj. tko ima prednost prilikom točenja vode: je li to osmanski ili srpski podanik? Došlo je do incidenta. Intervenirala je osmanska policija i srpska žandarmerija, izazvani su sukobi većih razmjera. Nije se moglo primijeniti situacija kao u drugim krajevima, gdje su u situacijama gdje su sukobljene strane u parnici bile osmanski i neosmanski podanik, jer je Srbija odbila mogućnost mješovitih sudova. Tursko je topništvo s kalemegdanske tvrđave četiri i pol sata bombardiralo beogradsku varoš na zapovijed zapovjednika osmanskog garnizona. Intervenirali su konzuli, kao predstavnici današnje međunarodne zajednice. Bilo je puškaranja u četvrtima gdje su stanovali muslimani. Srbi su upadali u turske kuće i pljačkali i ubijali, a muslimanima je bilo nesigurno prenoćiti u svom domu. Poslije tih narod je iz pretežno muslimanske varoši pobjegao u beogradsku tvrðavu. Utočište je našlo oko 600 muslimana.

## Konferencija
Srpnja 1862. godine konferencija je počela. Rješavalo se pitanje položaja Turaka u Beogradu i ostalim utvrđenim gradovima u Kneževini Srbiji. Godine 1862. zbog toga je sazvana međunarodna konferencija u carigradskom predgrađu Kanlidži, koja je trebala riješiti problem dvojnosti pravnog sustava i sukoba koji se mogu pojaviti. Prema unutarnjem uređenju Kneževine Srbije, za srpske podanike odnosno građane bile su nadležne srpske, a za osmanske podanike, odnosno građane osmanske vlasti. U nazivlju konferencije "varoš" su bila civilna naselja u Beogradu gdje su uz ostale živjeli muslimani u muslimanske četiri mahale, a "grad" je bila beogradska tvrđava u kojoj se nalazio osmanski garnizon.
Francuska i ruska vlada tu su napravile Sporazum o zajedničkom istupanju u korist Srbije. Rezultat Sporazuma je da su se muslimani iz Srbije morali iseliti što je moguće brže, što je značilo da se Srbija vjerski očisti od muslimana.  Srbija je odštetu za pokretnu i nepokretnu imovinu odseljenih muslimana trebala isplatiti Turskoj. Iseljeni muslimani tražili su godinama poslije isplatu od srpske vlade ali ju nikad nisu dobili. Muslimani su smjeli ostati, ali su uvjeti bili ponižavajući. Prvi je bio da se vrate pradjedovskoj, pravoslavnoj vjeri. Ako odbiju prvu, imali su drugu mogućnost, a ta je bila da budu Srbi islamske vjere. Ako odbiju i tu, treća je bila da moraju se pisati i voditi kao Cigani. Odbijanjem i ove opcije značilo je da se moraju iseliti iz Srbije. O statusu Užica pregovarali su turski i srpski izaslanik Ali-beg i Ilija Garašanin. Potpisali su ugovor da se "užički grad bez odlaganja raskopa, a delije isele u Bosnu". Konferencija je završila 4. rujna, no već 25. kolovoza izbili su nemiri u Užicu.
Konferencija je u 12 točaka riješila stvari. Uredila da "Turska izlazi iz Srbije od svuda pa i varoši Beograda", te o rušenju Sokola i Užica,  odnosno Srbiji su predane užička i sokolska tvrđava. Muslimani su time dobili jasne poruke - što je moguće prije Smederevski sandžak odnosno Beogradski pašaluk. Osmansko Carstvo je zadržalo zadržalo garnizone u Beogradu, Smederevu, Kladovu, Šapcu i Adakaleu. Brzo po završetku konferencije Srbi su podmetnuli požar i optužili za nj muslimane. Požar je bio izgovor za požuriti iseljavanje muslimana. No, već 1867. godine sultan je potpisao ferman da i te posade napuste Srbiju.

## Protokol konferencije
Završni dokument konferencije je Protokol konferencije u Kanlidži. Zauzelo se stav da izmiješanost Srba i muslimana na istom prostoru generira probleme i da je potrebno da se to stanovništvo razdvoji. U trima člancima regulira se srpsko-osmanske odnose, osobito sudbinu muslimanskog stanovništva. Doneseno je šest mjera koje su strane morale poduzeti.
- 1. odluka: Izmiješanost Srba i muslimana na istom prostoru generira probleme i potrebno je razdvojiti to stanovništvo To je bila prva i polazna odluka. Obrazac iz ove odluke često se poslije ponavljao u Jugoistočnoj Europi. Premda je radila za srpsku stranu, Francuska je na konferenciji tvrdila da nije problem što dvije grupe, muslimani i Srbi, žive na istom prostoru, nego je problem prava koje se primjenjuje. Na konferenciji je zauzet drugi stav, koji je zauzelo i Osmansko Carstvo, th. da treba rastaviti Srbe i muslimane.
- 2. odluka: Muslimanska imovina u beogradskoj varoši prenosi se na srpsku vladu, uz obeštećenje.
- 3. odluka: Poštovanje muslimanskih objekata i groblja na područjima u Beogradu koje muslimani budu napustili. Ova točka nije ispoštovana. Naprotiv, svi su unutar nekoliko godina sustavno uništeni.
- 4. odluka: Mora se naknaditi štete za muslimansku imovinu, oštećenu u neredima nakon incidenta na Čukur česmi.
- 5. odluka: Iseljavanje muslimanskog stanovništva koje je živjelo izvan tvrđava u Srbiji, u naseljima Beograd, Kladovo, Smederevo, Šabac, Užice i Soko, jer su tu uz tvrđave živjeli muslimani. Muslimani nisu odobravali odluku, ali je bilo obvezatno. Osmansko Carstvo prihvatilo je ovu mjeru i zapovijedilo svojim organima na teritoriji kneževine da izvrše iseljavanje. Izvršeno je nakon dolaska osmanskog povjerenika iz Carigrada.
- 6. odluka: Muslimani imaju pravo putovanja muslimana po unutrašnjosti Srbije radi obavljanja poslova. Pritom su obvezani držati se srpskih zakona.
- Odlučeno je na konferenciji da je muslimanima potrebno određeno vrijeme za prodaju svoje imovinu i rješavanje drugih imovinskih pitanja, pa je Protokolom jamčeno muslimanima pravo da putuju po unutrašnjosti kneževine, ali da se pridržavaju srpskih zakona.

## Vanjske poveznice
- (srp.) Pravni fakultet u Nišu Nebojša Ranđelović: Protokol Konferencije u Kanlidži